# Essey (Costa d'Or)
Essey és un municipi francès al departament de la Costa d'Or (regió de Borgonya - Franc Comtat). L'any 2007 tenia 182 habitants.

## Geografia

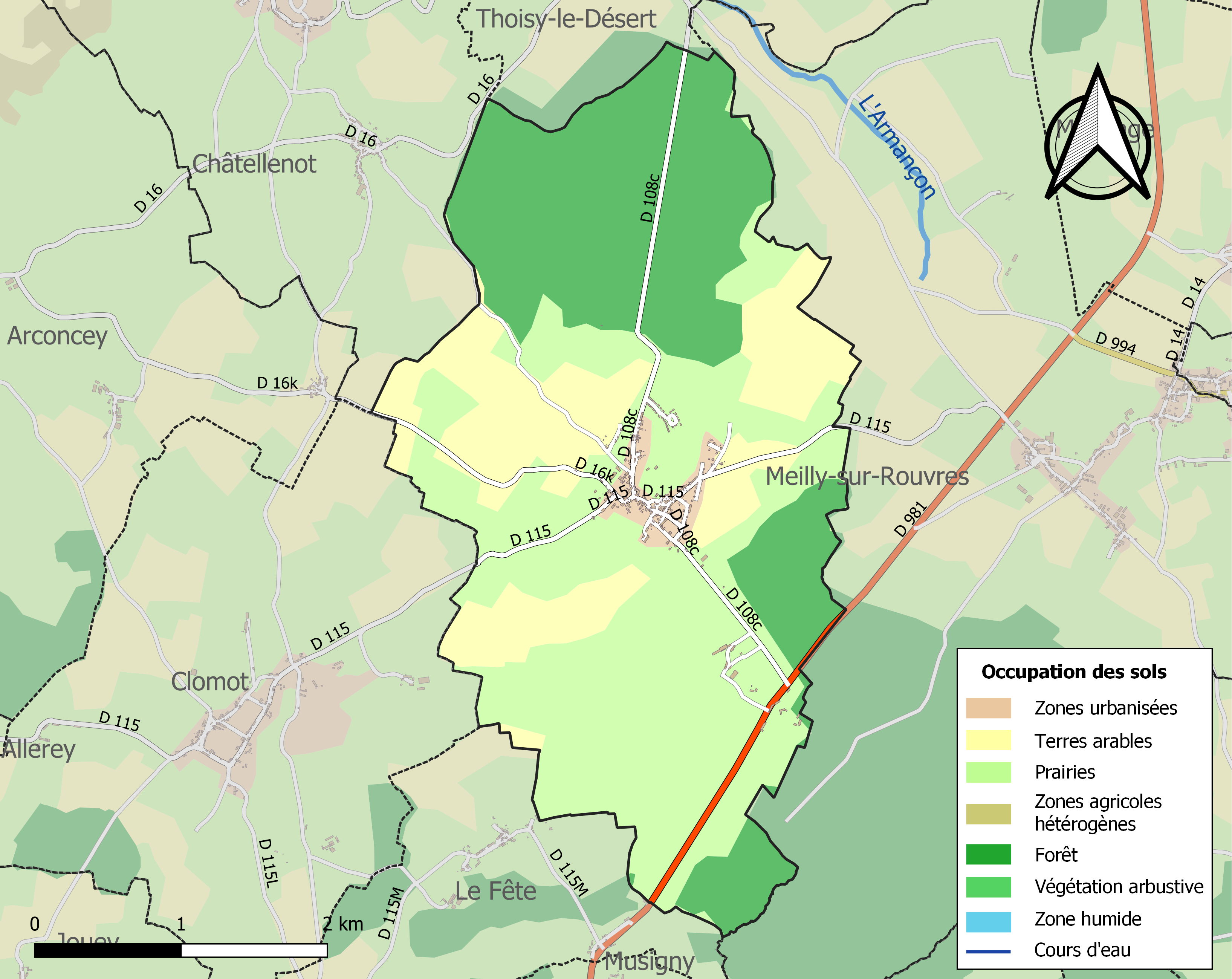
Mapa d'infraestructures i usos del sòl al municipi l'any 2018 (CLC).

L'1 de gener del 2024 es classificà com a municipi rural d'hàbitat dispers d'acord a la graella de densitat municipal de set nivells definida per l'Insee el 2022. És fora de la unitat urbana  i fora de l'àrea d'atracció de les ciutats.
L'ús del sòl del municipi, tal com es mostra a la base de dades europea d'usos biofísics del sòl Corine Land Cover (CLC), està marcat per la importància dels territoris agrícoles (64,6 % el 2018), una proporció semblant a la del 1990 (64,9 %). El detall de la situació per a l'any 2018 era el següent: prats (44,5 %), boscos (32,9 %), terra cultivable (20,1 %), zones urbanitzades (2,5 %). L'evolució de l'ús del sòl al municipi i les seves infraestructures es pot observar en les diverses representacions cartogràfiques del territori Mapa de Cassini (s. XVIII), el mapa de l'estat major (1820-1866) i els mapes o fotos aèries de l'IGN del període actual (des del 1950)

## Demografia

### Població
El 2007 la població de fet d'Essey era de 182 persones. Hi havia 67 famílies, de les quals 24 eren unipersonals (20 homes vivint sols i 4 dones vivint soles), 20 parelles sense fills i 23 parelles amb fills.
La població ha evolucionat segons el següent gràfic:

### Habitatges
El 2007 hi havia 101 habitatges, 73 eren l'habitatge principal de la família, 16 eren segones residències i 12 estaven desocupats. 100 eren cases i 1 era un apartament. Dels 73 habitatges principals, 58 estaven ocupats pels seus propietaris, 14 estaven llogats i ocupats pels llogaters i 2 estaven cedits a títol gratuït; 2 tenien una cambra, 2 en tenien dues, 11 en tenien tres, 20 en tenien quatre i 39 en tenien cinc o més. 50 habitatges disposaven pel capbaix d'una plaça de pàrquing. A 28 habitatges hi havia un automòbil i a 39 n'hi havia dos o més.

### Piràmide de població
La piràmide de població per edats i sexe el 2009 era:
| Homes | Edats   | Dones |
| ----- | ------- | ----- |
| 4     | 95 o +  | 0     |
| 0     | 90 a 94 | 0     |
| 0     | 85 a 89 | 0     |
| 0     | 80 a 84 | 0     |
| 8     | 75 a 79 | 8     |
| 0     | 70 a 74 | 8     |
| 4     | 65 a 69 | 0     |
| 8     | 60 a 64 | 0     |
| 4     | 55 a 59 | 8     |
| 0     | 50 a 54 | 8     |
| 0     | 45 a 49 | 4     |
| 8     | 40 a 44 | 0     |
| 8     | 35 a 39 | 12    |
| 0     | 30 a 34 | 0     |
| 8     | 25 a 29 | 12    |
| 4     | 20 a 24 | 0     |
| 4     | 15 a 19 | 4     |
| 12    | 10 a 14 | 4     |
| 4     | 5 a 9   | 4     |
| 8     | 0 a 4   | 4     |

## Economia
El 2007 la població en edat de treballar era de 115 persones, 83 eren actives i 32 eren inactives. De les 83 persones actives 78 estaven ocupades (49 homes i 29 dones) i 5 estaven aturades (1 home i 4 dones). De les 32 persones inactives 9 estaven jubilades, 12 estaven estudiant i 11 estaven classificades com a «altres inactius».

### Ingressos
El 2009 a Essey hi havia 78 unitats fiscals que integraven 196 persones, la mediana anual d'ingressos fiscals per persona era de 15.555 €.

### Activitats econòmiques
Dels 11 establiments que hi havia el 2007, 1 era d'una empresa alimentària, 3 d'empreses de construcció, 2 d'empreses de comerç i reparació d'automòbils, 1 d'una empresa d'hostatgeria i restauració, 1 d'una empresa financera, 2 d'empreses immobiliàries i 1 d'una empresa de serveis.
Dels 3 establiments de servei als particulars que hi havia el 2009, 1 era un paleta, 1 guixaire pintor i 1 agència immobiliària.
L'any 2000 a Essey hi havia 10 explotacions agrícoles que ocupaven un total de 505 hectàrees.

## Equipaments sanitaris i escolars
El 2009 hi havia una escola elemental integrada dins d'un grup escolar amb les comunes properes formant una escola dispersa.

## Poblacions properes
El següent diagrama mostra les poblacions més properes.